# Erythrodontium julaceum
Erythrodontium julaceum là một loài Rêu trong họ Entodontaceae. Loài này được (Hook. ex Schwägr.) Paris mô tả khoa học đầu tiên năm 1896.